# Piriqueta racemosa
Piriqueta racemosa är en passionsblomsväxtart som först beskrevs av Nikolaus Joseph von Jacquin, och fick sitt nu gällande namn av Robert Sweet. Piriqueta racemosa ingår i släktet Piriqueta och familjen passionsblomsväxter. Inga underarter finns listade i Catalogue of Life.